# Heilig Hartbeeld (Uden, Petruskerk)
Het Heilig Hartbeeld is een standbeeld in de Nederlandse plaats Uden, in de provincie Noord-Brabant.

## Achtergrond
Het Heilig Hartbeeld werd in 1930 door de parochianen aangeboden aan pastoor H.Th. Swinkels ter gelegenheid van zijn veertigjarig priesterjubileum. Het werd op 31 mei 1930 naast de Sint-Petrus' Stoel van Antiochiëkerk onthuld en is van de hand van de beeldhouwer Wim Harzing. Bij de reconstructie van het kerkplein is het beeld op 18 mei 1972 verplaatst van de linkerzijde naar de rechterzijde van de voorgevel van de kerk.

## Beschrijving
Het beeld is een staande Christusfiguur die zegenend zijn rechterhand opheft, in een voor Harzing karakteristieke uitvoering. Links van hem, op een aparte sokkel, een beeldengroep van een knielende Petrus, met sleutel, die een gezin van vader, moeder en kind beschermt.

## Waardering
Het beeldhouwwerk werd in 2002 als rijksmonument ingeschreven in het monumentenregister, het is onder andere van belang "voor de typologische ontwikkeling van het H. Hartmonument. Het heeft kunsthistorisch belang als voorbeeld van het vernieuwende werk van de beeldhouwer W. Harzing. Het heeft ensemblewaarden in samenhang met de kerk en omgeving. Het is gaaf bewaard gebleven en typologisch zeldzaam."